# Ptychoglene phrada
Ptychoglene phrada là một loài bướm đêm thuộc phân họ Arctiinae, họ Erebidae.